# Scabrotrophon lasius
Scabrotrophon lasius är en snäckart som först beskrevs av Dall 1919.  Scabrotrophon lasius ingår i släktet Scabrotrophon och familjen purpursnäckor. Inga underarter finns listade i Catalogue of Life.